# Прапор Бендер
Прапор Бендер — офіційний символ міста Бендери затверджений у вересні 2003 року на сесії міської Ради Народних депутатів. 
Прапор міста, горизонтальний біколор, повторює кольори і малюнок герба, який є точна копія герба міста часів Російської імперії. Він розділений на два поля:
- у верхньому, золотому, двоголовий орел, з щитом на грудях, прикрашений золотою короною. Орел тримає в обох лапах блискавки, полум'я яких звернено в низ. На щиті в червоному полі зображений Святий Великомученик Георгій Переможець, що сидить на білому коні та вражаюче списом змія;
- в нижньому, чорному полі, зображений лежачий лев, в пам'ять про складне положення шведського короля Карла XII, після Полтавської битви.